# Страхов, Алексей Леонидович
Алексе́й Леони́дович Стра́хов (род. 26 октября 1942 года, Камышлов, РСФСР, СССР) — российский государственный деятель, в 1994—1995 гг. — глава администрации Свердловской области.

## Биография
Алексей Страхов родился 26 октября 1942 года в городе Камышлове Свердловской области. Окончил строительный факультет Уральского политехнического института им. Кирова, в 1982 году прошел курсы обучения высшего руководящего состава в Институте управления народного хозяйства СССР, в 1989 году — курсы менеджеров при советско-венгерском предприятии. Работал в Уральском политехническом институте, был руководителем областного студенческого строительного отряда, занимал должности управляющего трестом «Свердловскгазспецстрой» и первого заместителя начальника Свердловского территориального управления Госснаба СССР.
В 1990 году был избран депутатом Свердловского областного Совета. В 1991 году был назначен заместителем, а в 1992 году — первым заместителем главы администрации Екатеринбурга. В январе 1994 года, через 2 месяца после отстранения от должности Эдуарда Росселя, назначен главой администрации Свердловской области. На первых выборах губернатора области в августе 1995 года во втором туре проиграл Росселю.
Избирался председателем регионального отделения движения НДР (1995), членом Политсовета НДР (1997).
В декабре 1995 года был избран депутатом Государственной Думы второго созыва, являлся членом фракции НДР, членом Комитета по собственности, приватизации и хозяйственной деятельности, членом Мандатной комиссии.
В феврале 1997 года назначен начальником управления строительства и материального снабжения Центрального банка РФ, однако через несколько месяцев перешёл на работу в Государственный таможенный комитет РФ (ГТК).
В 1999—2004 годах — начальник главного управления тылового обеспечения Государственного таможенного комитета РФ. Генерал-лейтенант таможенной службы (2002).
1 февраля 2004 года назначен и. о. генерального директора ГУП «Ростэк». 10 марта 2004 г. выиграл конкурс на замещение должности генерального директора Ростэка, но утверждён не был, а через месяц был отстранён от исполнения обязанностей (вероятно, из-за конфликта с зампредом ГТК генерал-полковником И. А. Межаковым.
Ныне заместитель генерального директора ЗАО «Компания „Еврострой“».